# 格呂埃爾湖
47°14′20″N 7°2′48″E / 47.23889°N 7.04667°E

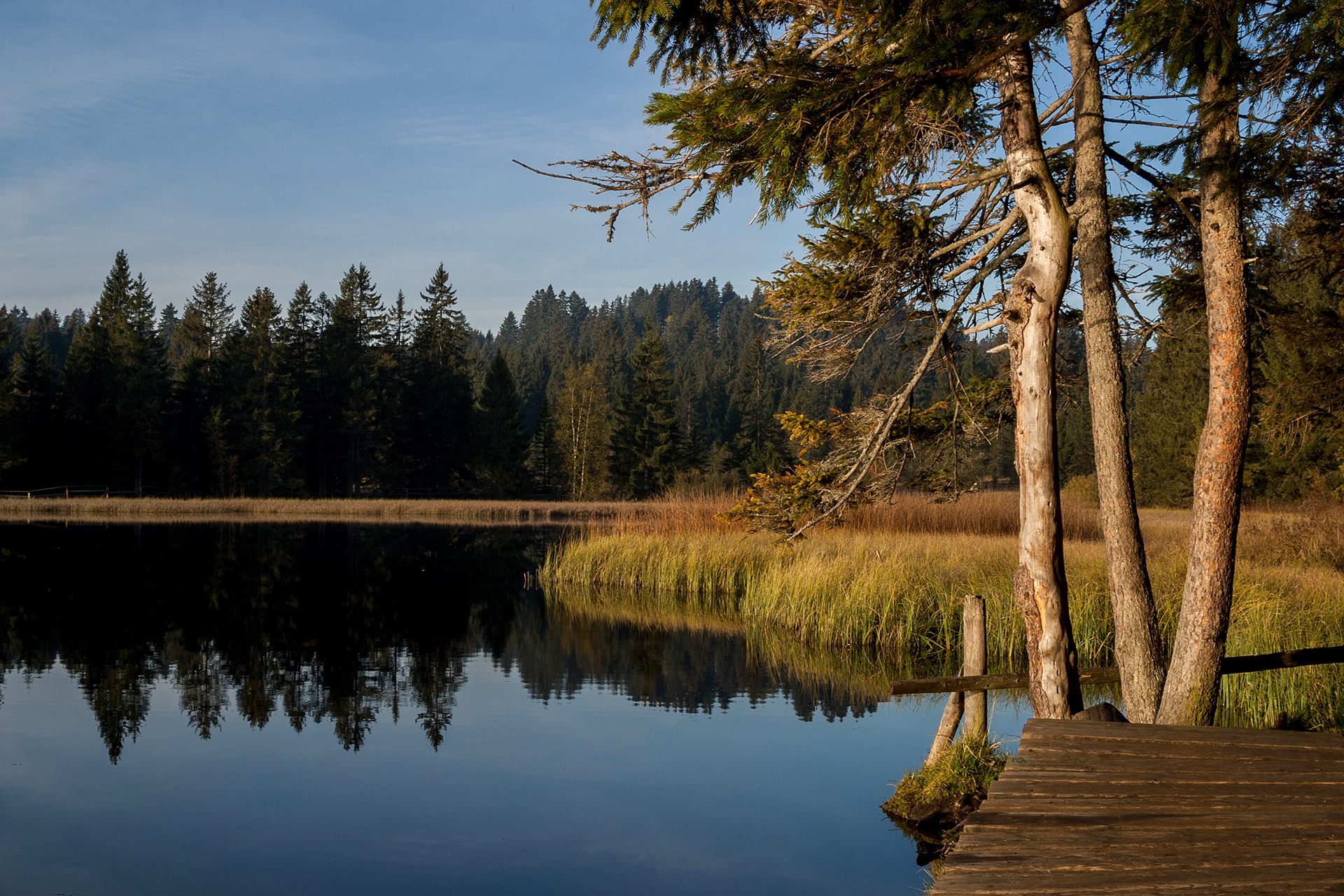

格呂埃爾湖（Étang de la Gruère），是瑞士的湖泊，位於該國西北部，由汝拉州負責管轄，處於賽涅萊日耶附近，長0.6公里，面積0.08平方公里，海拔高度998米，最大水深4.5米。